# ジェイムズ・ハミルトン (初代ハミルトン公爵)

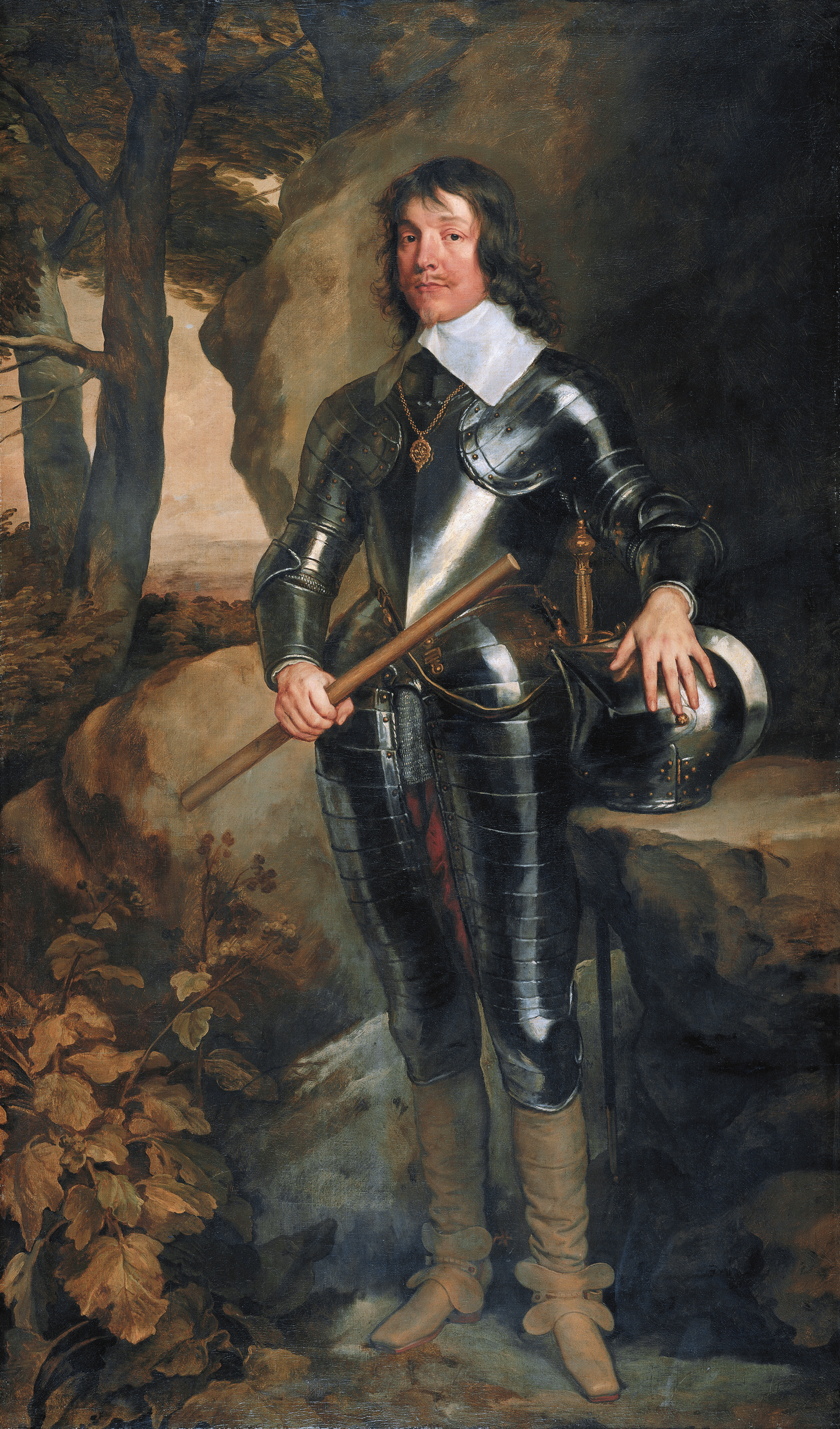
初代ハミルトン公爵ジェイムズ・ハミルトン

初代ハミルトン公爵ジェイムズ・ハミルトン（英語: James Hamilton, 1st Duke of Hamilton、1606年6月19日 - 1649年3月9日）は、スコットランドの貴族、政治家。清教徒革命（イングランド内戦）中、王党派に協力し第二次イングランド内戦で議会派のオリバー・クロムウェルに挑んだが、敗れて処刑された。

## 経歴
1606年6月19日、スコットランド貴族第2代ハミルトン侯爵ジェイムズ・ハミルトンとその先妻アン（第7代グレンケーン伯爵ジェイムズ・カニンガムの娘）の間の長男として生まれる。弟にウィリアム（1639年にラナーク伯爵に叙される。また第2代ハミルトン公爵位を継承する）がいる。
イングランドのオックスフォード大学エクセター・カレッジで学ぶ。
1625年3月2日に父の死によりスコットランド貴族爵位ハミルトン侯爵やイングランド貴族爵位ケンブリッジ伯爵を継承した。
初代バッキンガム公爵ジョージ・ヴィリアーズ暗殺後の1628年から1644年まで代わって主馬頭を務めた。1630年10月5日にはガーター勲章勲爵士(KG)に叙せられ、1633年にはイングランドとスコットランド双方で枢密顧問官に列した。三十年戦争に参戦したこともあり、1631年から1634年までの3年間スウェーデン王グスタフ2世アドルフの下で戦った。
国王チャールズ1世がイングランド国教会をスコットランドに押し付けようとしたことが原因でスコットランドで抵抗運動が高まり、1638年2月にはスコットランドの貴族や教区牧師の間で国民盟約が締結された。チャールズ1世は武力弾圧をもくろんだが、戦費がなかったので6月にハミルトン侯を交渉役としてスコットランドに派遣して時間稼ぎを図った。帰国後盟約派に譲歩するよう国王の説得にあたったが失敗、ハミルトン侯はエディンバラでただ有害な交渉を行ったと他の国王側近たちから疑いをもたれるようになった。翌1639年の第1次主教戦争に2万の軍勢を率いてチャールズ1世と共にスコットランドへ出兵したが、士気が高い盟約派の軍と比べ自軍が悪条件を重ねた不利な状態だったため、戦わずして盟約派と休戦、チャールズ1世もベリック条約を結び休戦した。
1643年4月12日にはスコットランド貴族爵位ハミルトン公爵に叙せられた。第一次イングランド内戦で中立だったスコットランドは王党派か議会派どちらにつくか、同年5月に開かれた非公式のコンヴェンションで話し合い、ハミルトン公は多くの貴族の支持を得て王党派支持を主張したが投票で否決され、都市代表と教会から支持されたアーガイル侯爵アーチボルド・キャンベルは議会派との同盟に動き、9月25日に厳粛な同盟と契約が締結された。同盟に基づいて盟約派は議会派を支援する一方で同盟に反対する王党派は抑え込まれ、孤立したハミルトン公はスコットランドから出奔、オックスフォードにいたチャールズ1世の下へ逃れた。
しかし12月に第5代モントローズ伯爵ジェイムズ・グラハムら国王の新しいスコットランド問題助言者から讒言されて、国王の不興を買って逮捕された。1644年1月には囚人としてペンデニス城へ移送され、さらにセント・マイケルズ・マウントの要塞に移送されたが、1646年4月にトーマス・フェアファクス率いる議会軍の攻撃でここが陥落した際に解放された。
王党派は敗れ去り、スコットランドへ逃れたチャールズ1世は、1647年1月にイングランド議会軍に引き渡された。この引き渡しの際にスコットランドの盟約者たちはイングランド議会軍に戦争協力の報奨金を求めたが、拒否された。ハミルトン公はこれについてイングランドはやり方が汚いと批判し、1648年8月にチャールズ1世との和解契約に基づきスコットランド軍（エンゲージャーズ）や王党派を結集した2万の軍勢でランカシャーへ攻め入ったが、オリバー・クロムウェルの反撃にあってあえなく撃退され、戦術上の失策もあり麾下の軍が分断される大敗を喫した（プレストンの戦い）。ハミルトン公は戦場から南へ逃れたがクロムウェルの部下ジョン・ランバートの部隊に追いつかれ降伏、反逆罪で裁判にかけられることとなった。そして翌1649年2月に高等法院にかけられ、3月9日に死刑判決を受けて刑死した。42歳だった。
ハミルトン公の派閥はプレストンの大敗によるクロムウェル軍のスコットランド進軍で窮地に陥り、そこに政敵のアーガイル侯が台頭しクロムウェルと和睦したことにより失脚した。この後スコットランドは議会派と結んだアーガイル侯が掌握する状態が続いたが、1649年1月のチャールズ1世処刑によるイングランド共和国成立に反発したアーガイル侯は王党派に鞍替えし、スコットランドは第三次イングランド内戦に突入した。

## 栄典

### 爵位
1625年3月2日に父ジェイムズ・ハミルトンの死去により以下の爵位を継承した。
- 第3代ハミルトン侯爵 (3rd Marquis of Hamilton)
(1599年4月17日の勅許状によるスコットランド貴族爵位)
- 第2代ケンブリッジ伯爵 (2nd Earl of Cambridge)
(1619年6月16日の勅許状によるイングランド貴族爵位)
- 第5代アラン伯爵 (5th Earl of Arran)
(1503年8月11日の勅許状によるスコットランド貴族爵位)
- 第2代カンバーランド州におけるインナーデール男爵 (2nd Baron of Innerdale, in the County Cumberland)
(1619年6月16日の勅許状によるイングランド貴族爵位)
- 第6代ハミルトン卿 (6th Lord Hamilton)
(1445年6月28日の勅許状によるスコットランド貴族爵位)
- 第2代アダーブロスウィック卿 (2nd Lord Aberbrothwick)
(1608年5月5日の勅許状によるスコットランド貴族爵位)

1643年4月12日に以下の爵位を新規に叙された。
- 初代ハミルトン公爵（1st Duke of Hamilton）
(勅許状によるスコットランド貴族爵位)
- 初代クライズデール侯爵（1st Marquess of Clydesdale）
(勅許状によるスコットランド貴族爵位)
- 初代アラン＝ケンブリッジ伯爵（1st Earl of Arran and Cambridge）
(勅許状によるスコットランド貴族爵位)
- 初代エイヴェン＝インナーデール卿（1st Lord Aven and Innerdale）
(勅許状によるスコットランド貴族爵位)

### 勲章
- 1630年10月5日、ガーター勲章勲爵士(KG)[3]

## 家族
1620年に初代デンビー伯爵ウィリアム・フィールディングの娘マーガレットと結婚し、彼女との間に以下の3子を儲ける。
- 第1子(長男)チャールズ・ハミルトン(1630-1640) ： 早世。儀礼称号でアラン伯爵。
- 第2子(長女)アン・ハミルトン(1632-1716) ： 第3代ハミルトン女公爵。初代セルカーク伯爵ウィリアム・ダグラス＝ハミルトンと結婚。
- 第3子(次女)スザンナ・ハミルトン(1638-1694) ： 第7代カセルス伯爵ジョン・ケネディと結婚。